# FDJ/2016
Dit is een overzicht van de FDJ-wielerploeg in 2016.

## Transfers
| Inkomend              | Team 2015                 | Uitgaand          | Team 2016              |
| --------------------- | ------------------------- | ----------------- | ---------------------- |
| Sébastien Reichenbach | IAM Cycling               | Arnold Jeannesson | Cofidis                |
| Ignatas Konovalovas   | Team Marseille 13 KTM     | Francis Mourey    | Fortuneo-Vital Concept |
| Daniel Hoelgaard      | Team Joker                | David Boucher     | Crelan-Vastgoedservice |
| Odd Christian Eiking  | Team Joker                | Anthony Geslin    | Gestopt                |
| Jérémy Maison         | CC Étupes                 | Jussi Veikkanen   | Gestopt                |
| Marc Fournier         | C.C.Nogent-sur-Oise&stage |                   |                        |

## Renners
| Naam                     | Geboortedatum | Nationaliteit | Ploeg 2015                |
| ------------------------ | ------------- | ------------- | ------------------------- |
| William Bonnet           | 25-06-1982    | Frankrijk     |                           |
| Sébastien Chavanel       | 21-03-1981    | Frankrijk     |                           |
| Arnaud Courteille        | 13-03-1989    | Frankrijk     |                           |
| Mickaël Delage           | 06-08-1985    | Frankrijk     |                           |
| Arnaud Démare            | 26-08-1991    | Frankrijk     |                           |
| Odd Christian Eiking     | 28-12-1994    | Noorwegen     | Team Joker                |
| Kenny Elissonde          | 22-07-1991    | Frankrijk     |                           |
| Murilo Fischer           | 16-06-1979    | Brazilië      |                           |
| Marc Fournier            | 12-11-1994    | Frankrijk     | C.C.Nogent-sur-Oise&stage |
| Alexandre Geniez         | 02-09-1988    | Frankrijk     |                           |
| Daniel Hoelgaard         | 01-07-1993    | Noorwegen     | Team Joker                |
| Ignatas Konovalovas      | 08-12-1985    | Litouwen      | Team Marseille 13 KTM     |
| Matthieu Ladagnous       | 12-12-1984    | Frankrijk     |                           |
| Johan Le Bon             | 03-10-1990    | Frankrijk     |                           |
| Olivier Le Gac           | 27-08-1993    | Frankrijk     |                           |
| Pierre-Henri Lecuisinier | 30-06-1993    | Frankrijk     |                           |
| Jérémy Maison            | 21-07-1993    | Frankrijk     | CC Étupes                 |
| Lorrenzo Manzin          | 26-07-1994    | Frankrijk     |                           |
| Steve Morabito           | 30-01-1983    | Zwitserland   |                           |
| Yoann Offredo            | 12-11-1986    | Frankrijk     |                           |
| Laurent Pichon           | 19-07-1986    | Frankrijk     |                           |
| Cédric Pineau            | 08-05-1985    | Frankrijk     |                           |
| Thibaut Pinot            | 29-05-1990    | Frankrijk     |                           |
| Sébastien Reichenbach    | 28-05-1989    | Zwitserland   | IAM Cycling               |
| Kévin Reza               | 18-05-1988    | Frankrijk     |                           |
| Anthony Roux             | 18-04-1987    | Frankrijk     |                           |
| Jérémy Roy               | 22-06-1983    | Frankrijk     |                           |
| Marc Sarreau             | 10-06-1993    | Frankrijk     |                           |
| Benoît Vaugrenard        | 05-01-1982    | Frankrijk     |                           |
| Arthur Vichot            | 26-11-1988    | Frankrijk     |                           |
| Stagiairs                |               |               |                           |
| Fabien Doubey            | 21-10-1993    | Frankrijk     | Club Cycliste Étupes      |
| David Gaudu              | 10-10-1996    | Frankrijk     | Côtes d'Armor-Marie Morin |
| Léo Vincent              | 06-11-1995    | Frankrijk     | Club Cycliste Étupes      |

## Overwinningen
La Méditerranéenne
1e etappe: FDJ (PTT)
2e etappe: Arnaud Démare
Ronde van de Haut-Var
2e etappe: Arthur Vichot
Eindklassement: Arthur Vichot
Parijs-Nice
1e etappe: Arnaud Démare
Milaan-San Remo
Winnaar: Arnaud Démare
Internationaal Wegcriterium
2e etappe: Thibaut Pinot (ITT)
3e etappe: Thibaut Pinot
Eindklassement: Thibaut Pinot
Ronde van de Sarthe
1e etappe; Marc Fournier
Eindklassement: Marc Fournier
Ronde van Romandië
3e etappe: Thibaut Pinot (ITT)
Critérium du Dauphiné
6e etappe: Thibaut Pinot
Route du Sud
5e etappe: Arnaud Démare
Nationale kampioenschappen wielrennen
Frankrijk - tijdrit: Thibaut Pinot
Frankrijk - wegrit: Arthur Vichot
Litouwen - tijdrit: Ignatas Konovalovas
Ronde van de Ain
4e etappe: Alexandre Geniez
Ronde van Spanje
3e etappe: Alexandre Geniez
Ronde van de Toekomst
6e etappe: David Gaudu
Eindklassement: David Gaudu
Binche-Chimay-Binche
Winnaar: Arnaud Démare
Mannen: 1997 · 1998 · 1999 · 2000 · 2001 · 2002 · 2003 · 2004 · 2005 · 2006 · 2007 · 2008 · 2009 · 2010 · 2011 · 2012 · 2013 · 2014 · 2015 · 2016 · 2017 · 2018 · 2019 · 2020 · 2021 · 2022 · 2023 · 2024 · 2025
Vrouwen: 2021 · 2022 · 2023 · 2024 · 2025
AG2R-La Mondiale · Astana Pro Team · BMC Racing Team · Cannondale Pro Cycling Team · Dimension Data · Etixx-Quick Step · FDJ · Team Giant-Alpecin · IAM Cycling · Team Katjoesja · Lampre-Merida · Team LottoNL-Jumbo · Lotto Soudal · Movistar Team · Orica GreenEDGE · Team Sky · Tinkoff · Trek-Segafredo